# Hans Boelenshuis
Het Hans Boelenshuis is een grachtenpand gelegen op de hoek van het Hoogend en de Rienck Bockemakade in Sneek.
Het gebouw was eigendom van de Hans Boelens Fundatie en stamt uit 1779. Een hardstenen plaat in de zijgevel herinnert aan de opening. In 1879 is het gebouw vernieuwd. Het pand is aanwezen als gemeentelijk monument en doet dienst als hotel. Tegenover het Boelenshuis staat de Waterpoort.

## Hans Boelens Fundatie
De Hans Boelens Fundatie was een liefdadigheidsinstelling van Hans Boelens. Eenmaal per jaar konden 250 armen van Sneek bij hem een klein bedrag afhalen. De dag waarop dit gebeurde was zijn verjaardag, 4 januari. Deze dag staat in Sneek bekend als Hanskedag.